# Volcán El Verdugo
Volcán El Verdugo är en vulkan i Mexiko.   Den ligger i delstaten Sonora, i den nordvästra delen av landet, 2 000 km nordväst om huvudstaden Mexico City. Toppen på Volcán El Verdugo är 103 meter över havet.
Terrängen runt Volcán El Verdugo är huvudsakligen platt. Runt Volcán El Verdugo är det mycket glesbefolkat, med 4 invånare per kvadratkilometer. Omgivningarna runt Volcán El Verdugo är i huvudsak ett öppet busklandskap.